# Zjednoczona Partia Komunistów Haitańskich
Zjednoczona Partia Komunistów Haitańskich (fr. Parti unifié des communistes haïtiens) – haitańska partia polityczna o profilu komunistycznym działająca w latach 1968–1989. W 1968 jej działalność na Haiti została zakazana przez reżim Françoisa Duvaliera.

## Historia
Zjednoczona Partia Komunistów Haitańskich (PUCH) powstała w 1968 w wyniku połączenia Partii Ententy Ludowej (PPLN; założonej w 1959) i Partii Unii Haitańskich Demokratów (PUDA; założonej w 1954 i do 1965 nazywanej Ludową Partią Wyzwolenia Narodowego). Deklaracja połączenia obu partii stwierdzała: „PUCH jest świadomą i zorganizowaną awangardą klasy robotniczej, walczącej pod sztandarem ideologii marksistowsko-leninowskiej. Droga rewolucji haitańskiej, jak zdefiniowano w dokumentach PUCH – jest drogą walki zbrojnej, która musi być prowadzona w odpowiedzi na reakcyjną przemoc”. PUCH była partią tajną od momentu założenia. Zainicjowała wiele działań na rzecz reformy rolnej wśród chłopstwa we wsiach.
Partia została zakazana przez reżim François Duvaliera już w 1969. Jej członków przez wiele lat prześladowano, co obejmowało więzienie, torturowanie oraz zabójstwa. W latach 80. liderzy PUCH przebywali we Francji na wygnaniu.
Delegaci PUCH brali udział w Międzynarodowej Naradzie Partii Komunistycznych i Robotniczych w Moskwie w czerwcu 1969.
W 1989, wraz z nową polityką Michaiła Gorbaczowa dotyczącą głasnosti i pierestrojki oraz rozpadem bloku wschodniego, PUCH pogrążyła się w wewnętrznym chaosie, a finalnie połączyła z Ruchem Na Rzecz Odbudowy Narodowej (MNR).
Poza René Théodore, liderami PUCH byli również Max Bourjolly i Gérard Pierre Charles.